# Anton Schlecker

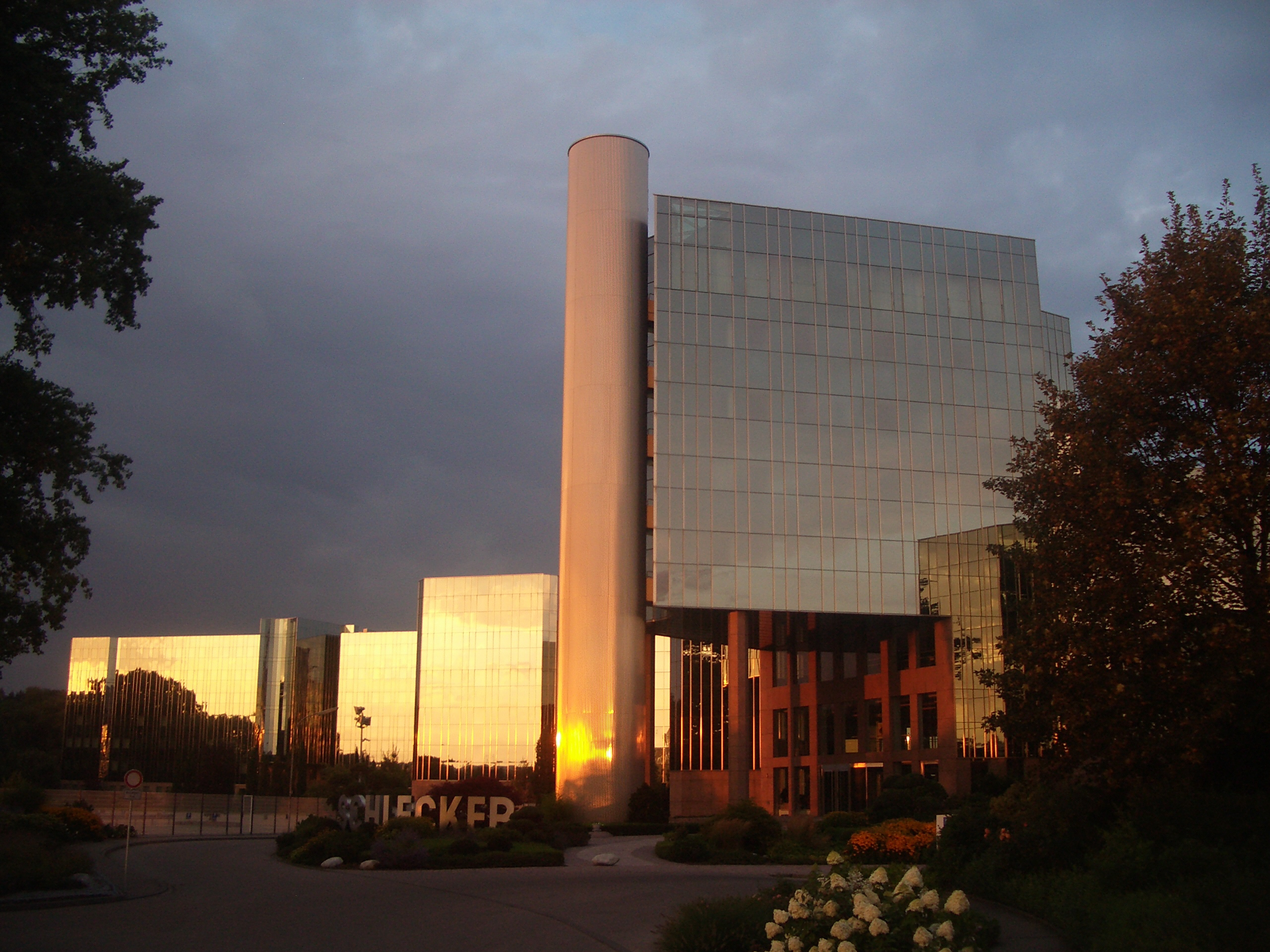
Sediul central al companiei Schlecker din Ehingen (2007)

Anton Schlecker (n. 28 octombrie 1944, Ehingen, Baden-Württemberg, Germania) este un antreprenor german, fondatorul drogheriilor Schlecker.
1. ↑  Anton Schlecker, Munzinger Personen, accesat în 9 octombrie 2017